# Günther Fuchs (Fußballspieler, 1947)
Günther Fuchs (* 1. März 1947) ist ein ehemaliger deutscher Fußballspieler, der als Aktiver des Karlsruher SC beim Meisterschaftsgewinn in der Saison 1974/75 in der 2. Fußball-Bundesliga Süd 33 Spiele absolviert und sechs Tore erzielt hat und mit dem KSC in die Fußball-Bundesliga aufgestiegen ist.

## Laufbahn

### Saarbrücken und Schweinfurt, bis 1969
Günther Fuchs ist direkt an der saarländisch-rheinland-pfälzischen Grenze in Waldmohr aufgewachsen. Beim einheimischen VfB begann er in der C-Jugend und wechselte in der A-Jugend zum 1. FC Saarbrücken, wo er sich über die Saarlandauswahl auch in die Südwest-Auswahl spielen konnte. Unter Trainer Bernd Oles debütierte der 18-jährige Defensivspieler am 6. Februar 1966 beim Heimspiel des 1. FC Saarbrücken gegen den SC Ludwigshafen in der Fußball-Regionalliga Südwest. Vom 19. bis 30. Spieltag stand er dann durchgehend in der Ludwigspark-Elf, die sich als Vizemeister für die Bundesliga-Aufstiegsrunde qualifizierte. Mit seinen Mannschaftskameraden Dieter Haßdenteufel, Albert Port, Horst Remark, Erich Rohe, Walter Gawletta, Winfried Richter, Emil Poklitar, Horst Schauß und Karlheinz Vogt setzte er sich in der Aufstiegsrunde mit der Konkurrenz vom 1. FC Schweinfurt 05, Rot-Weiss Essen und St. Pauli auseinander. Saarbrücken belegte mit 5:7 Punkten den dritten Rang und Günther Fuchs hatte alle sechs Spiele für die Saarländer bestritten. Auch in seinem zweiten Jahr in der Regionalliga Südwest, 1966/67, errang der 1. FC Saarbrücken erneut die Vizemeisterschaft und zog wiederum in die Aufstiegsrunde ein. Fuchs hatte am 4. Dezember 1966 bei der 0:3-Niederlage beim SV Alsenborn sein fünftes Vorrundenspiel unter Bernd Oles bestritten. Trainer Oles wurde aber nach dem Spiel in Alsenborn entlassen, und sein Nachfolger Pelke setzte bis Rundenende und auch in der Aufstiegsrunde nicht mehr auf die Qualitäten des ehrgeizigen Nachwuchsspielers. Im „spiellosen“ ersten Halbjahr 1967 knüpften Aufkäufer aus der nordamerikanischen „Wilden Liga“ Kontakte zu Fuchs, seine Einberufung zur Bundeswehr und das kurzfristige Angebot des Südregionalligisten FC Schweinfurt 05 – bei den Mainfranken hatte in der Rückrunde Trainer Oles das Training übernommen und holte seinen ehemaligen Schützling zu den Grün-Weißen – machten diese Pläne dann zunichte.
Kaum war Günther Fuchs in Schweinfurt angekommen, war Oles bereits durch den Ungarn Jenő Vincze ersetzt worden, und zusätzlich hatte Fuchs auch noch die Doppelbelastung durch den Dienst beim Bundesgrenzschutz zu verkraften. Am siebten Spieltag – am 24. September 1967 beim 3:2-Heimsieg gegen Waldhof Mannheim – debütierte er in der Vincze-Elf und kam in seiner ersten Runde in Schweinfurt auf 27 Einsätze. Der erfahrene Trainer Vincze erwies sich als Glücksfall für den Neuzugang, er förderte und schulte ihn leistungsverbessernd im Training und auch die persönlichen Ansprachen machten nachhaltigen Eindruck auf den jungen Spieler. Schweinfurt belegte in den Jahren 1968 und 1969 die Plätze fünf und sechs und Günther Fuchs hatte in 53 Regionalligaeinsätzen zwei Tore erzielt. Durch seine Leistungen waren jetzt auch größere Vereine auf den Verteidiger aufmerksam geworden, er bekam zur Runde 1969/70 Angebote vom 1. FC Nürnberg, 1860 München, Arminia Bielefeld und dem VfL Bochum, entschied sich aber für die Offerte des Regionalligisten Karlsruher SC, wo sich Trainer Kurt Baluses nachdrücklich für die Verpflichtung des in der Verteidigung und im Mittelfeld einsetzbaren Akteurs starkgemacht hatte.

### Karlsruher SC, 1969 bis 1976
In Baden gehörte Fuchs sofort der Stammbesetzung der Wildpark-Elf an und war Leistungsträger der jeweiligen blau-weißen Mannschaften, die in den Jahren 1970, 1971 und 1973 als Vizemeister in die Bundesligaaufstiegsrunden einzogen. Im ersten Anlauf 1970 verpassten Fuchs und die Abwehrkollegen Rudi Wimmer, Eugen Ehmann, Jürgen Weidlandt und Friedhelm Groppe den Aufstieg mit einem Punkt Rückstand auf Arminia Bielefeld nur knapp. 1971 und 1973 setzten sich die Westvertreter VfL Bochum und SC Fortuna Köln dagegen klar durch. Fuchs absolvierte alle 24 Aufstiegsrundenspiele in den drei Jahren für Karlsruhe und erzielte drei Tore. Von 1969 bis 1974 – zur Runde 1974/75 wurde die alte zweitklassige Regionalliga durch die 2. Fußball-Bundesliga in den Staffeln Süd und Nord abgelöst – hat er für Karlsruhe 169 Ligaspiele absolviert und dabei neun Treffer erzielt. 
Neben der sportlich guten Bilanz waren die Anfangsjahre beim KSC aber von einem schlechten Verhältnis zum damaligen Geschäftsführer Erich Fehlberg belastet. Fuchs war bei der Karlsruher Lebensversicherung (KLV) angestellt und sollte dortige Gehaltsaufbesserungen umgehend von seinem KSC-Gehalt abgezogen bekommen. In der Konsequenz führte Fuchs zukünftige Vertragsverhandlungen nur noch im Beisein seiner Ehefrau und eines Rechtsanwaltes und wechselte umgehend die Arbeitsstelle. Der junge Präsident Roland Schmider, ab Februar 1974 1. Vorsitzender des Vereins, hatte einen anderen, den Spielern gegenüber positiveren Führungsstil und verbesserte wesentlich das Verhältnis der Vereinsführung zur Mannschaft.
Als zur ersten Saison in der 2. Bundesliga – 1974/75 – mit den zwei Heilbronner Zugängen Bernd Hoffmann und Martin Kübler unter Trainer Carl-Heinz Rühl leistungssteigernde Verstärkungen für die Offensive geglückt waren, gewann der KSC die erste Meisterschaft in der Gruppe Süd und stieg nach sieben Jahren Zweitklassigkeit direkt in die Fußball-Bundesliga auf. Fuchs – überwiegend hatte er neben Martin Kübler und Wilfried Trenkel seine 33 Rundenspiele mit sechs Treffern im defensiven Mittelfeld absolviert – und seine Mannschaftskameraden hatten in den Heimspielen vor durchschnittlich 17.156 Zuschauern mit 34:4 Punkten die Grundlage für die Meisterschaft gelegt. Für die Bundesligarunde 1975/76 kamen mit Hermann Bredenfeld, Jürgen Kalb und Winfried Schäfer im Sommer 1975 drei Spielertypen in den Wildpark, die ähnlich laufstark und variabel in Abwehr und Mittelfeld wie Fuchs eingesetzt werden konnten. Fuchs verteidigte erfolgreich zusammen mit Siegfried Kessler, Jürgen Kalb, Ewald Schäffner und Rainer Ulrich beim 2:0 Startsieg am 9. August 1975 bei Eintracht Frankfurt und Kübler, Schäfer und Trenkel waren für das Mittelfeld zuständig. Da der KSC nach der Hinrunde mit 13:21 Punkten auf dem 16. Platz stand, wurden für die Rückrunde noch Karl-Heinz Struth und Ove Flindt-Bjerg nachverpflichtet. Fuchs wurde lediglich noch bei der 0:2-Auswärtsniederlage im April 1976 bei Eintracht Braunschweig eingewechselt und verabschiedete sich am 34. Spieltag nach seiner erneuten Einwechslung in Bochum vom Karlsruher SC und der Fußball-Bundesliga. In 16 Einsätzen hatte er ein Tor in der Bundesligasaison 1975/76 erzielt und der KSC hielt mit 30:38 Punkten die Klasse. Da das Vertrauensverhältnis zwischen Trainer Rühl und Fuchs empfindlich gestört war, kam für ihn nur der Abschied aus Karlsruhe in Frage. 
Da ein fast perfekter Wechsel zu den Stuttgarter Kickers wegen der überhöhten KSC-Ablöseforderung nicht zustande kam, schloss er sich zur Runde 1976/77 dem FC Germania Friedrichstal im Landkreis Karlsruhe in der 2. Amateurliga Nordbaden an. Von 1969 bis 1976 hatte Günther Fuchs für den KSC in der Regionalliga Süd, 2. Bundesliga Süd und Bundesliga 218 Ligaspiele absolviert und dabei 16 Tore erzielt.

## Ausklang und Neubeginn
Von 1977 bis 1979 schlossen sich für den heimgekehrten Günther Fuchs zwei Spielerjahre beim FC St. Wendel in der 1. Amateurliga Saarland an. Während dieser Zeit führte Fuchs an der Uni Freiburg erfolgreich sein Studium zum Immobilienfachwirt durch. Seine Spielerkarriere klang von 1979 bis 1981 als Spielertrainer beim FV Steinwenden in der Verbandsgemeinde Ramstein-Miesenbach aus. Es schlossen sich Trainer-Engagements beim FC St. Wendel und weiteren Vereinen an, bevor er 2003 nach einer kurzzeitigen Mission beim FK Pirmasens seine Trainerzeit beendete.
Heute (2009) ist er in der Weiterbildung beim Bund Deutscher Fußball-Lehrer (BDFL), Verbandsgruppe Südwest und im Ausschuss des Sportgerichts des Saarländischen Fußballbundes tätig. Der mittlerweile begeisterte Volleyballspieler lebt mit Familie in seiner pfälzischen Heimat Waldmohr.